# Эмблема Папуа — Новой Гвинеи
Эмблема Папуа — Новой Гвинеи была принята в 1971 году.

## Символика
На эмблеме изображена райская птица, сидящая на церемониальном копье коренных народов Папуа — Новой Гвинеи и барабане «кунду», напоминающего по форме песочные часы. Птица олицетворяет согласие нации, а барабан и копьё — единство.

## История эмблемы
|  | Проект герба германской колонии Новая Гвинея 1914 год |